# Iodictyum violaceum
Iodictyum violaceum är en mossdjursart som beskrevs av Hayward 2004. Iodictyum violaceum ingår i släktet Iodictyum och familjen Phidoloporidae. Inga underarter finns listade i Catalogue of Life.